# Arsonval
Arsonval település Franciaországban, Aube megyében. Lakosainak száma 289 fő (2022. január 1.). Arsonval Bossancourt, Dolancourt, Éclance, Jaucourt, Lévigny, Montier-en-l’Isle és Vernonvilliers községekkel határos.

## Népesség
A település népessége az elmúlt években az alábbi módon változott:
| Lakosok száma | 280  | 388  | 365  | 330  | 335  | 329  | 322  | 306  | 300  | 289  |
|               | 1968 | 1982 | 1990 | 2006 | 2013 | 2015 | 2017 | 2019 | 2020 | 2022 |